# Croton longibracteatus
Espèce
Croton longibracteatus est une espèce de plantes à fleurs du genre Croton et de la famille Euphorbiaceae présente au Brésil (Bahia).